# Станіславув-Другий (Лодзинське воєводство)
Станіславув-Другий (пол. Stanisławów Drugi) — село в Польщі, у гміні Щерцув Белхатовського повіту Лодзинського воєводства.
Населення — 173 особи (2011).
У 1975-1998 роках село належало до Пйотрковського воєводства.

## Демографія
Демографічна структура станом на 31 березня 2011 року:
|          | Загалом | Допрацездатний вік | Працездатний вік | Постпрацездатний вік |
| -------- | ------- | ------------------ | ---------------- | -------------------- |
| Чоловіки | 84      | 11                 | 67               | 6                    |
| Жінки    | 89      | 14                 | 47               | 28                   |
| Разом    | 173     | 25                 | 114              | 34                   |